# Martha Mödl
Martha Mödl (Nuremberg, 22 de março de 1912 – Stuttgart, 17 de dezembro de 2001) foi uma soprano alemã, se tornando posteriormente uma mezzo-soprano. Era especialista em papéis dramáticos, mais notavelmente em papéis wagnerianos como: Isolde, Kundry, e Brünnhilde.
Martha Mödl nasceu em Nuremberg, começou a estudar canto com vinte e oito anos no Conservatório da sua cidade natal. Quando Wieland Wagner a conheceu, fez dela uma das cantoras do grupo de cantores da "Nova Bayreuth". Durante a década de 1960 sofreu dificuldades vocais e acabou por cantar o repertório das mezzo-sopranos, como por exemplo Klytemnestra em Elektra, mesmo assim ela manteve seu dramático intenso.

## Começo de carreira
Como era uma cantora de qualidades vocais exepicionais ela começou a ter seu nome rapidamente famoso quando começou a cantar papeis de Richard Wagner. Em 1951, quando Walter Legge e Furtwangler estavam montando o famoso Tristão e Isolda com Kirsten Flagstad pensaram rápidamente que ela seria uma Branja interessante, mas por que Modl iria cantar o papel de Isolda em 1952 com Karajan ela formalmente recusou, sendo substituida por Blanche Thebom, protegida de Flagstad.

## Anos 50
O ápice e a queda de sua carreira foi nos anos 50, quando ela e Astrid Varnay tomaram conta dos papéis de Wagner. Mödl foi literalmente uma soprano que dominou o período entre Flagstad e Birgit Nilsson sendo sempre lembrada por sua interpretação Magistral do papel de Kundry em Parsifal tendo o cantando de 1951 a 1959 em Bayreuth e sendo considerada como referencial no papel somente comparavel a Christa Ludwig e Waltraud Meier. A alemã tem o seu melhor registro do papel quando o gravou em 1951 com Wolfgang Windgassen e em 1953 quando gravou com Ramón Vinay e a incrível regência de Clemens Krauss. 

## Brunnhilde
Furtwangler foi convidado em 1953 para fazer um Der Ring des Nibelungen em Roma com a RAI, sendo Flagstad já idosa para o papel que apresentara em 1950 com o mesmo regente no alla Scalla de milão, Furtwangler chamou Modl para Brunnhilde. Ela literalmente mostrou-se como um Brunnhilde sem muita tecnica (tanto que "detonou" sua voz) mas com uma interpretação completa e encarando o papel de forma que conquistou o local com uma das cinco maiores Brunnhildes da história ao lado de Astrid Varnay, Birgit Nilsson, Kirsten Flagstad e Hildegard Behrens. Gravou novamente o pepel em 1955 mas somente em Gotterdammerung ao lado do regente Joseph Keilberth.
Sua Brunnhilde tem somente um registro em estúdio e somente de Die Walküre ao lado de Furtwangler e a magnifica e jovial Sieglinde de Leonie Rysanek.

## Beethoven
Ela gravou um dos maiores Fidelio da história ao lado de Furtwangler junto a Sena Jurinac. E neste Fidelio muitos dizem que só foi superado pela interpretação de Otto Klemperer.

## Kundry
O papel que sustentou por mais tempo foi Kundry e que realmente entrou para história com ela, pois sua voz perderia o brilho que antes teve. Kundry foi um feito, mesmo que ela tenha tirado do papel parte da sensualidade que conseguiu dar ao drama humano intenso e sua voz coube muito bem ao papel pois seus graves eram fartos e muito naturais.

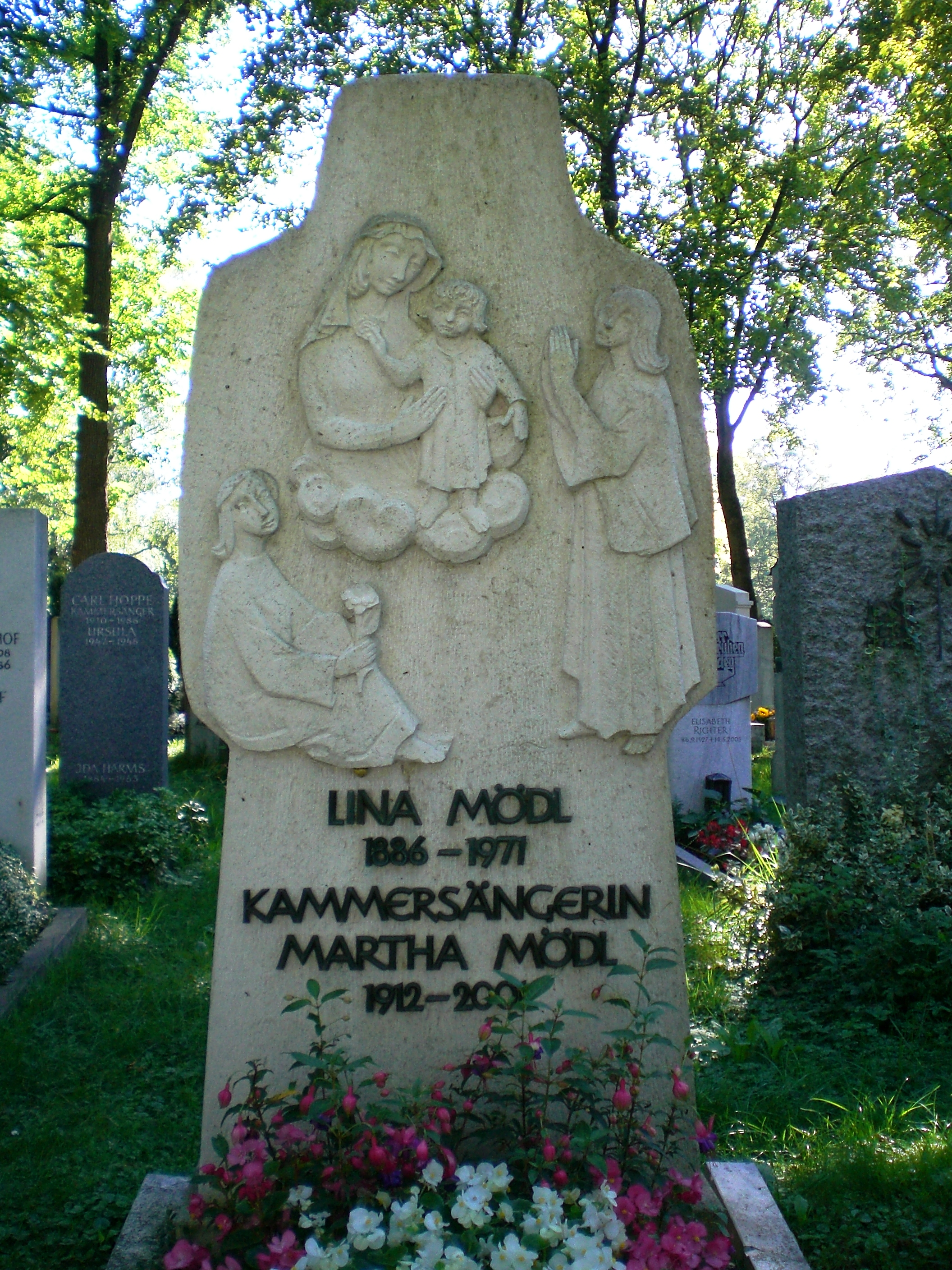
Sepultura Martha Mödl; Munique, Ostfriedhof

## Queda
Ela teve sua voz acabada em 1955 para maioria dos papeis de soprano e em 1959 até sua Kundry estava em decineo tendo de dedicar-se a papeis de mezzo. Modl deu um show como a ama em A Mulher sem Sombra (1918) de Richard Strauss, e depois deu um outra interessante visão de Klytämnestra, mãe de Elektra, em Elektra do mesmo compositor. Ainda cantou alguns papeis de Tchaikovsky, mas com sua voz totalmente fragilizada., e The Queen of Spades em Nice (1989)
Sepultada no Ostfriedhof em Munique.

## Discografia selecionada
- Parsifal, 1951 (conducted by Hans Knappertsbusch)
- Stravinsky: Oedipus Rex, 1951 (conducted by the composer)
- Tristan und Isolde, 1952 (Herbert von Karajan)
- Parsifal, 1953 (Clemens Krauss)
- Fidelio, 1953 (Wilhelm Furtwängler)
- Der Ring des Nibelungen, 1953 (Wilhelm Furtwängler)
- Die Walküre, 1954 (Wilhelm Furtwängler)
- Elektra, 1964 (Herbert von Karajan)
- Tchaikovsky's The Queen of Spades - VHS, 1992 (Seiji Ozawa) with Freni, Kasarova, Atlantov & Chernov